# Caged - Le prede umane
 Caged – Le prede umane è un film del 1991 diretto da Leandro Lucchetti.

## Trama
La bella e giovane turista americana Janet Cooper va in vacanza in un remoto paese del Sud America. Dopo essere stata arrestata da un poliziotto corrotto e successivamente giudicata colpevole di un'accusa inventata per possesso di stupefacenti, Janet si ritrova incarcerata in un castello isolato situato nel profondo della giungla che funge da penitenziario femminile infernale. Il personale brutale di detta prigione non solo tratta i detenuti come i propri giocattoli sessuali, ma costringe anche le donne a prostituirsi e consente persino ai ricchi di dar loro la caccia come animali allo stato brado.